# عرب إندونيسيا
عرب إندونيسيا هم مواطني إندونيسيا من أصول عربية وأغلبيتهم من العرب الحظارمة، شكّلوا فيما بعد قوة اقتصادية من خلال التجارة والاستثمار في العقارات. حاليا يتواجد أغلبيتهم في جاوة وجنوب سومطرة، ويدين جميعهم بالإسلام.

## التاريخ
اتصلت إندونيسيا بالعالم العربي منذ مئات السنين قبل ظهور الإسلام في إندونيسيا وكان معظم ذلك عن طريق تجارة البهارات. ويعتقد أن العربي الأول استوطن البلاد في القرن الخامس الميلادي. أسس بعضهم سلالات حاكمة مثل سلطنة بونتياناك الحضرمية والبعض الآخر تمازج مع ممالك موجودة. هذه المجتمعات المبكرة تطبعت كثيرا بثقافة المجتمعات المحلية وبعضها ذاب فيها فيما شكل البعض الآخر مجتمعات عرقية منفصلة.
بدأت الهجرات الحضرمية التجارية والدعوية فيالقرن الهجري السابع متجهة إلى شرق آسيا في جزر الملايو وفي الهند وفي شرق أفريقيا في كينيا وتنزانيا، ولكن أغلبية الدعاة والتجار الحضارم ذهبوا إلى جزر الملايو وبدأو بالتجارة في جاوة وفي سومطرة وكانوا يتميزون بأمانتهم وعدلهم بالتجارة وبحسن لبسهم، وشاهد أهل البلاد الحضارم وهم يصلون لربهم فسألوهم ماذا يفعلون وأخذوا يبدأون بالأسئلة … وهكذا ولأول مرة سمعوا عن الإسلام واعتنقوه ديناً له، تعد دولة أندونيسيا ( أكبر بلد إسلامي ) من حيث السكان؛ ويبلغ عدد سكان أندونيسيا حوالي 300 مليون نسمة.
يتواجد أغلب الحضارم في جاوة.

## شخصيات بارزة
- أبو بكر باعشير (1938- ): زعيم الجماعة الإسلامية المناهضة للولايات المتحدة الأمريكية.
- أحمد البار (1946- ): مغني روك.
- أحمد بن محمد السركتي (1875-1943): مؤسس جمعية الإصلاح والإرشاد الإسلامية.
- عبد الرحمن باسويدان (1908-1986): دبلوماسي وحقوقي وصحفي وكاتب.
- عرفان باشديم (1988- ): لاعب كرة قدم.
- علوي عبدالرحمن شهاب (1946- ):وزير خارجية بين عامي 1999 و2001 ومبعوث خاص للشرق الأوسط.
- علي العطاس (1932-2008): وزير الخارجية الإندونيسي الأسبق بين عامي 1988 و1999.
- أنيس باسويدان (1969- ):أكاديمي ومفكر، وزير الثقافة والتعليم سابق، حاكم جاكرتا الحالي.
- علي بن عبدالرحمن الحبشي (1870- 1968): المعروف بصاحب كويتانغ، واعظ وداعية إسلامي.
- الحبيب عثمان بن يحيى (1822- 1913): مفتي بتافيا.
- جعفر عمر طالب (1961 - ): مؤسس ورئيس حركة (لسكر جهاد) الإسلامية المسلحة.
- رادين صالح (1807 - 1880): أحد أفضل الرسامين الاندونيسيين.

## معرض الصور

عرب إندونيسيا
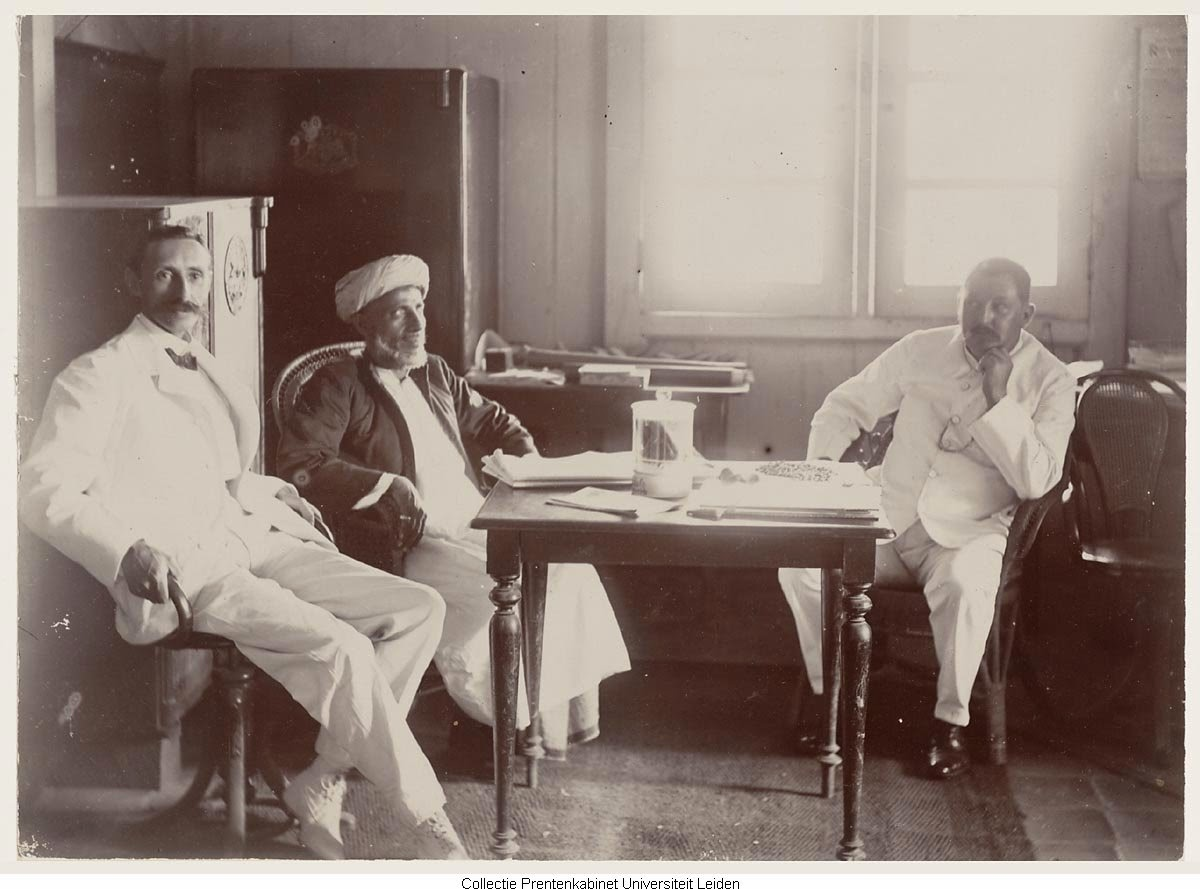
Indonesian Arab of Talise
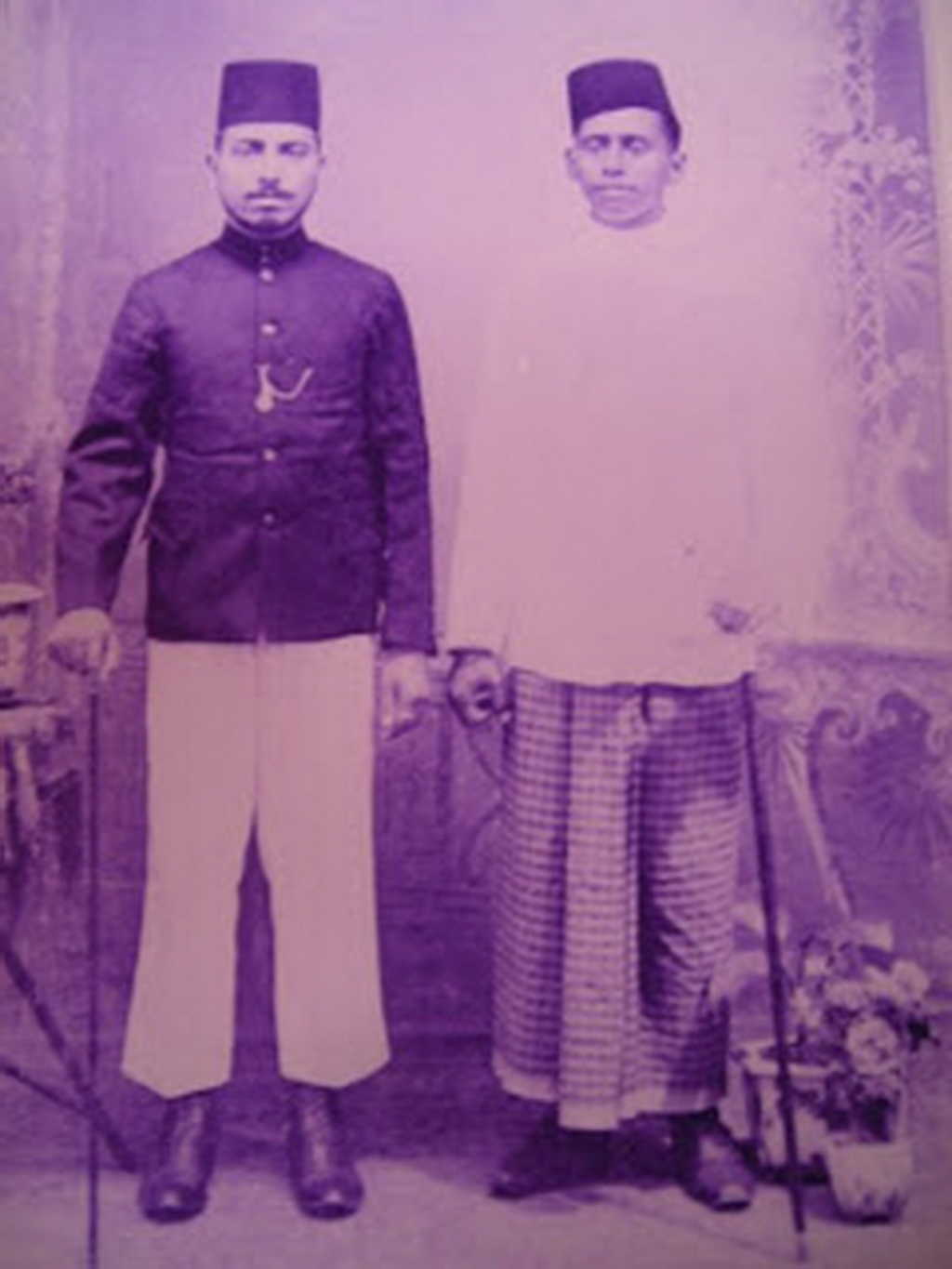
Captain of Arabs in بورنيو
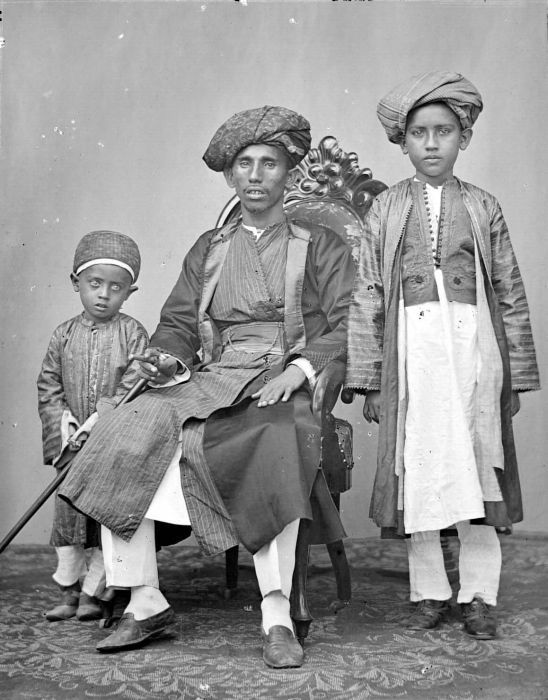
Kapten Arab of تيغال (وسط جاوة)
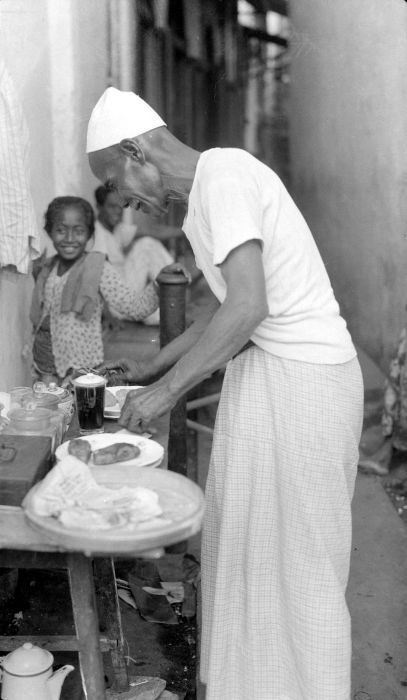
Arab Indonesian from سورابايا
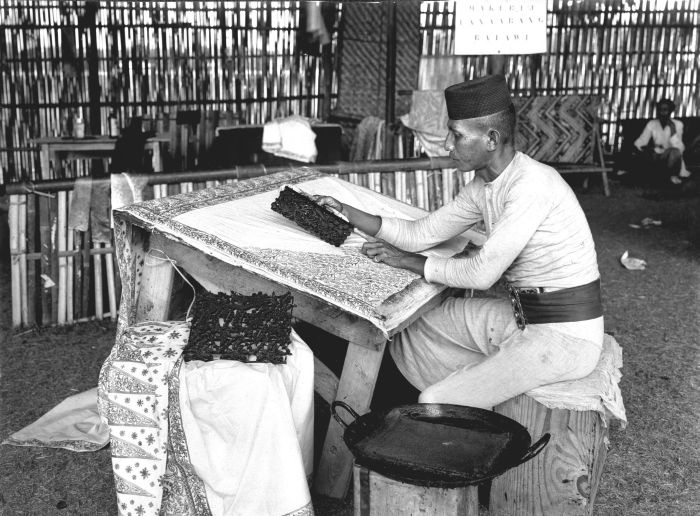
An Arab Indonesian working on باتيك wax stamps to work in Tanah Abang
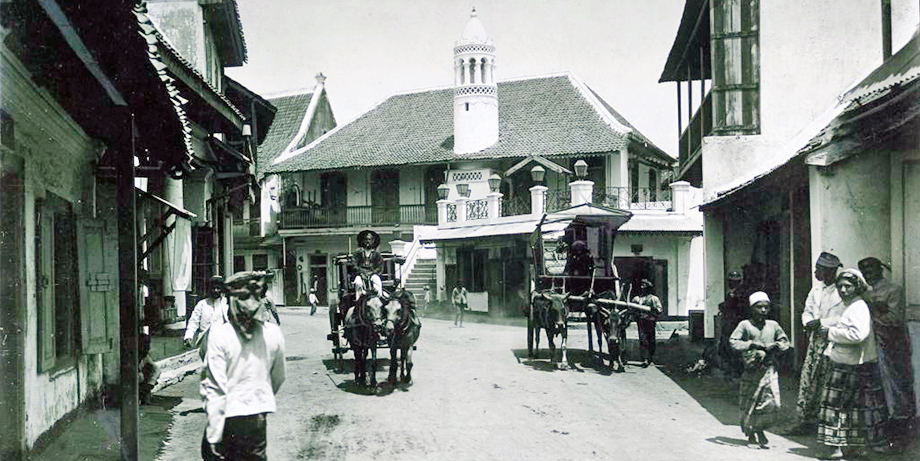
Hadhrami Arab neighborhood in Ampel, سورابايا, 1880